# Bluff City (Arkansas)
Pour les articles homonymes, voir Bluff City.
Bluff City est une municipalité américaine située dans le comté de Nevada en Arkansas.
Selon le recensement de 2010, Bluff City compte 124 habitants. La municipalité s'étend sur 2,28 milles carrés (5,91 km2).
La localité est fondée au milieu du XIXe siècle. Le bureau de poste de Bluff City ouvre en 1876. Le bourg devient une municipalité près d'un siècle plus tard en 1966.

## Démographie
| 1970 | 1980 | 1990 | 2000 | 2010 | - |
| ---- | ---- | ---- | ---- | ---- | - |
| 244  | 292  | 227  | 158  | 124  | - |